# Ohio Wing Civil Air Patrol
A Ohio Wing Civil Air Patrol (OHWG) é o mais alto escalão da Civil Air Patrol no estado de Ohio. A sede da Ohio Wing está localizada no "Defense Supply Center, Columbus" (DSCC) em Columbus. A Ohio Wing consiste em mais de 1.000 cadetes e membros adultos distribuídos em 33 locais espalhados por todo o Estado.

A ala de Ohio é membro da Região dos Grandes Lagos da CAP juntamente com as alas dos Estados de: Illinois, Indiana, Kentucky, Michigan e Wisconsin.

## Histórico
A fundação da Ohio Wing corresponde ao movimento do final dos anos 1930 para organizar a aviação civil para defesa doméstica. Em 1940, em Toledo, Milton Knight organizou uma unidade da Reserva Aérea Civil. Depois de assumir o cargo em 1939, o governador John W. Bricker nomeou Earle L. Johnson, residente de Cleveland, como diretor do "Ohio Bureau of Aeronautics". Formado pela Ohio State University, o interesse de Johnson pela aviação começou em meados da década de 1920, graças a seu vizinho e nativo de Cleveland David Ingalls, o único ás de caça da Marinha dos Estados Unidos da Primeira Guerra Mundial. Enquanto trabalhava para o governador Bricker, Johnson em setembro de 1941 organizou os pilotos civis de Ohio em uma ala estadual de Defesa Aérea Civil. Quando o "Office of Civilian Defense" (OCD) estabeleceu a "Civil Air Patrol" (CAP) em dezembro de 1941, a ala da Defesa Aérea Civil estadual evoluiu para uma ala da CAP, com Johnson servindo como o primeiro comandante de ala. Em março de 1942, Johnson entrou no serviço militar ativo e sucedeu ao general John F. Curry como comandante nacional do CAP, cargo que ocupou até sua morte em 1947.

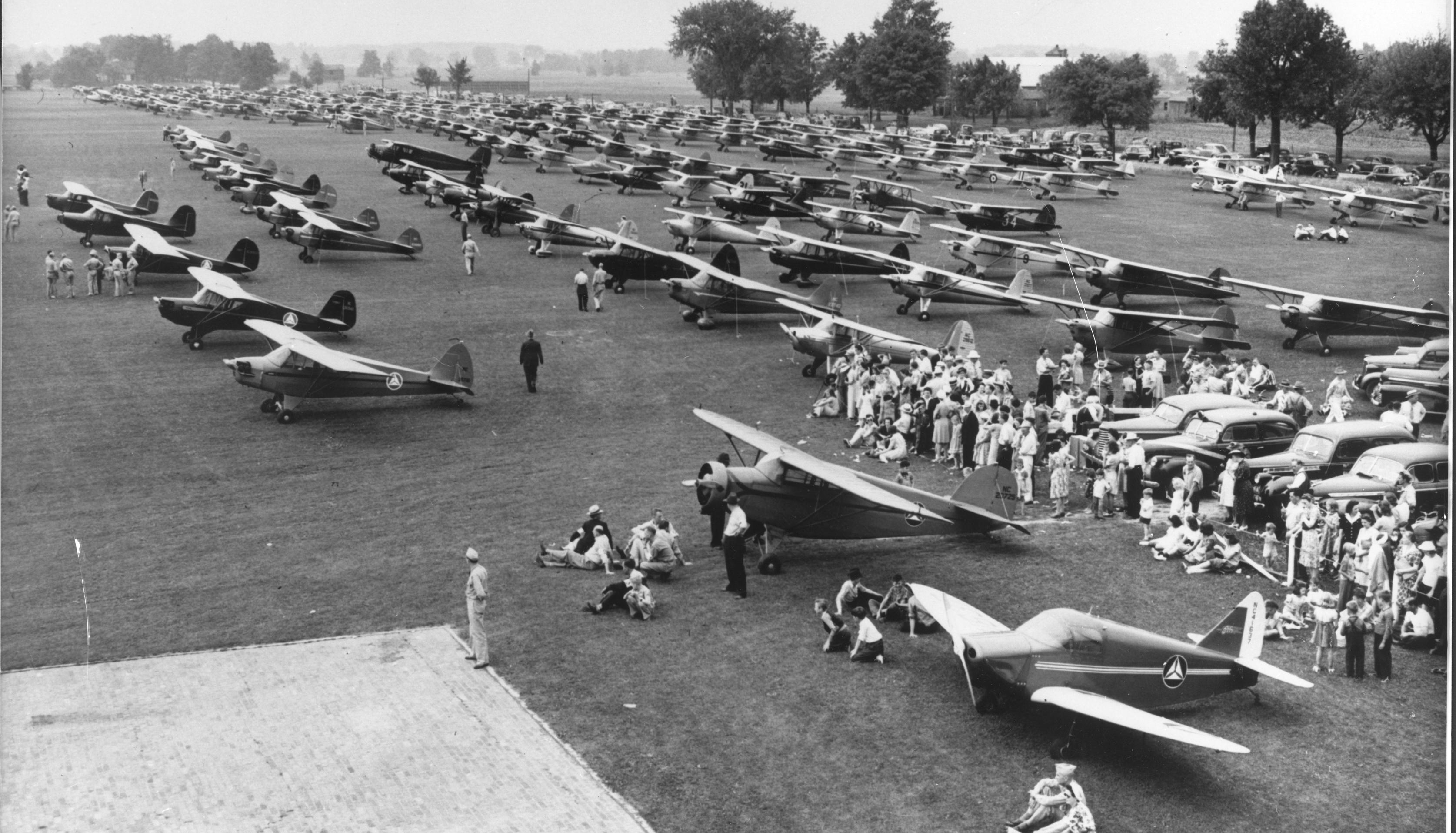
Pilotos e aviões da "Civil Air Patrol" em 1942.

A Ohio Wing cresceu rapidamente após o início da guerra. O governador Bricker ingressou na CAP em maio de 1942, assim como o congressista John M. Vorys, ele mesmo um aviador naval da Primeira Guerra Mundial e ex-diretor do "Ohio Bureau of Aeronautics". Em julho de 1942, a ala contava com 3.282 homens e mulheres organizados em nove grupos e 39 esquadrões, tornando a ala Ohio a terceira maior ala CAP do país; mais de 4.200 membros haviam servido na ala de Ohio em 31 de outubro de 1942. Os esquadrões de Ohio realizaram uma variedade de missões em nome do esforço de guerra, incluindo buscas por sucata, patrulhamento aéreo sobre os valiosos recursos de madeira do estado, prevenção da erupção de grandes incêndios florestais, vigilância de recursos de carvão, petróleo e gás, patrulhando áreas afetadas pelas enchentes em todo o estado e servindo como mensageiros aéreos durante a guerra.

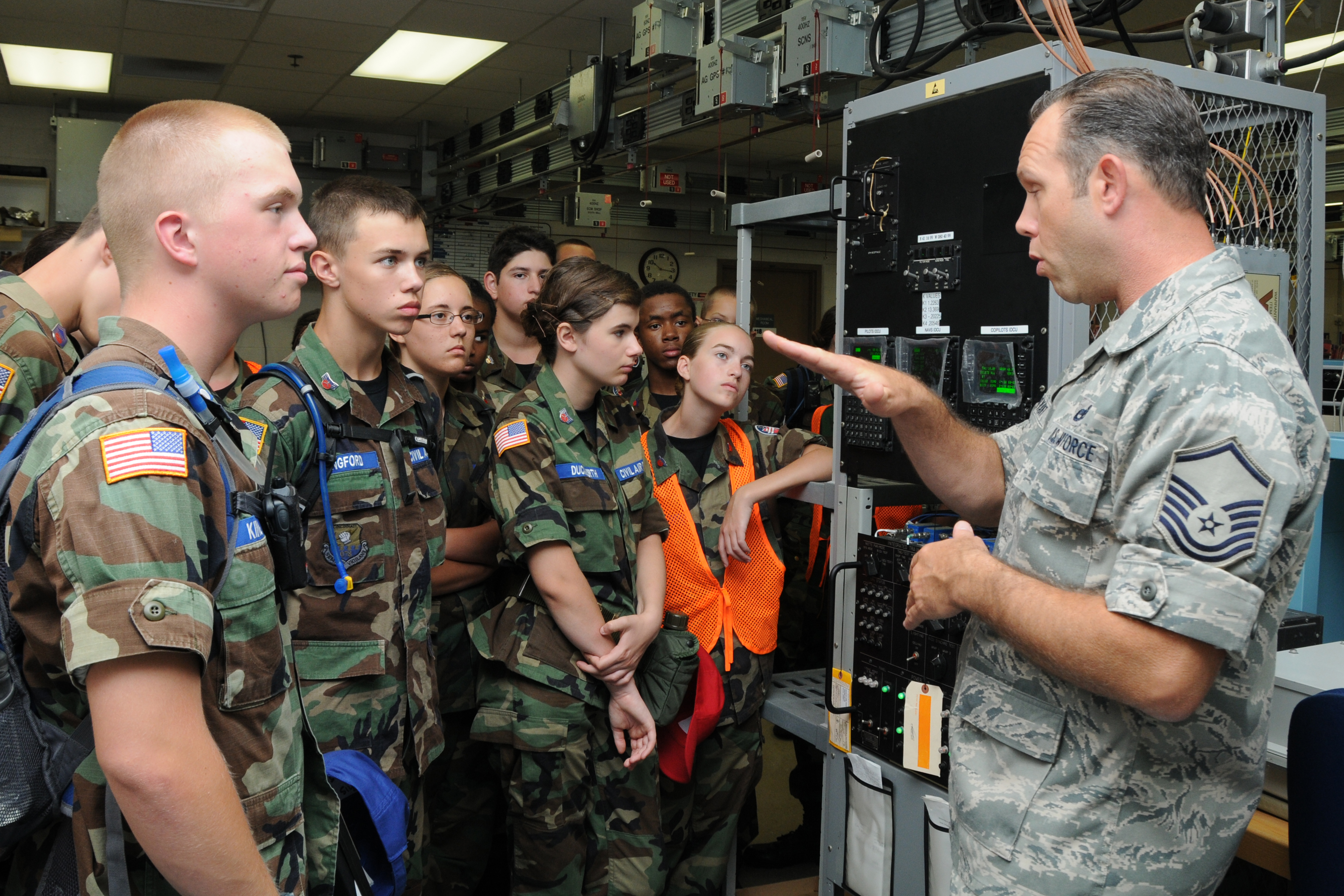
O Sargento Mestre da Reserva da Força Aérea Dan Bryant, um operador de sistemas de comunicação e navegação do 910º Esquadrão de Manutenção, explica os componentes do equipamento aviônico para os cadetes da Ohio Wing Civil Air Patrol.

Ohio, mesmo longe de ameaças de submarinos, resolveu contribuir para o esforço de patrulha costeira. Em julho de 1942, Vorys fez um pedido aberto de voluntários para ajudar a formar uma base de Patrulha Costeira da CAP totalmente em Ohio, que foi autorizada em 16 de julho de 1942, pela ativação da Base de Patrulha Costeira nº 14 em Panama City, Flórida. As tripulações detectaram manchas de óleo, detritos, relataram suspeitas de U-boats, restos de aeronaves acidentadas e qualquer coisa fora do comum. Eles ajudaram no resgate de sobreviventes de naufrágios, relataram naufrágios ou navios suspeitos aos militares e garantiram que os valiosos petroleiros e navios de abastecimento que deixavam os portos do Golfo chegassem com segurança às forças militares na Europa e no Pacífico.
Desde a Segunda Guerra Mundial, a Ohio Wing continuou a prosperar, transformando um grande número de rapazes e moças em cidadãos-modelo e futuros membros das forças armadas. Membros da ala ajudaram no resgate de aviadores abatidos, prestaram assistência a funcionários estaduais e nacionais em desastres naturais e emergências locais e orgulhosamente representaram o berço da aviação promovendo os recursos e o patrimônio da aviação de Ohio.
Em janeiro de 2009, membros da Ohio Wing, junto com membros das alas da CAP de Indiana, Illinois e Kentucky, realizaram missões avaliando os danos e aumentando as comunicações para a "Kentucky National Guard" após uma forte tempestade de gelo em Kentucky, enquanto as equipes de terra da CAP ajudaram o pessoal da Guarda Nacional indo de porta em porta para realizar verificações de bem-estar nos residentes.

## Acampamento anual
A Ohio Wing promove um acampamento de cadetes anualmente. Servindo como um campo de treinamento de uma semana para cadetes, o acampamento envolve instrução em disciplina, trabalho em equipe e liderança. Outras atividades envolvem instrução em exercícios e cerimônias, costumes e cortesias, conhecimento básico da CAP e tradição militar. A participação no acampamento é um pré-requisito para o Prêmio Gen. Billy Mitchell. Membros seniores também podem receber condecorações por fornecer educação em liderança nesse acampamento. O acampamento é realizado na "Wright-Patterson Air Force Base" em Dayton, Ohio.

## Grupos e esquadrões

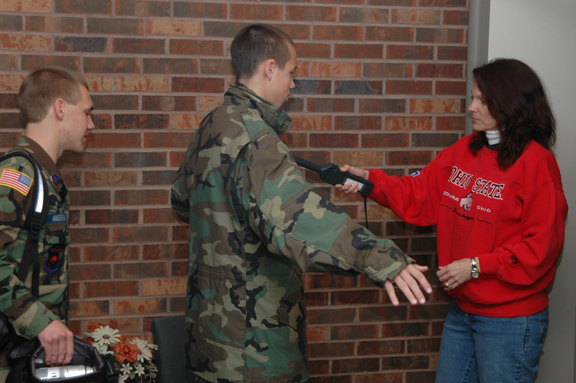
O pessoal de Operações da Base Aérea da Reserva de Grissom examina os cadetes da "Ohio Civil Air Patrol" antes de um voo de orientação em um 434th Air Refueling Wing KC-135R Stratotanker.

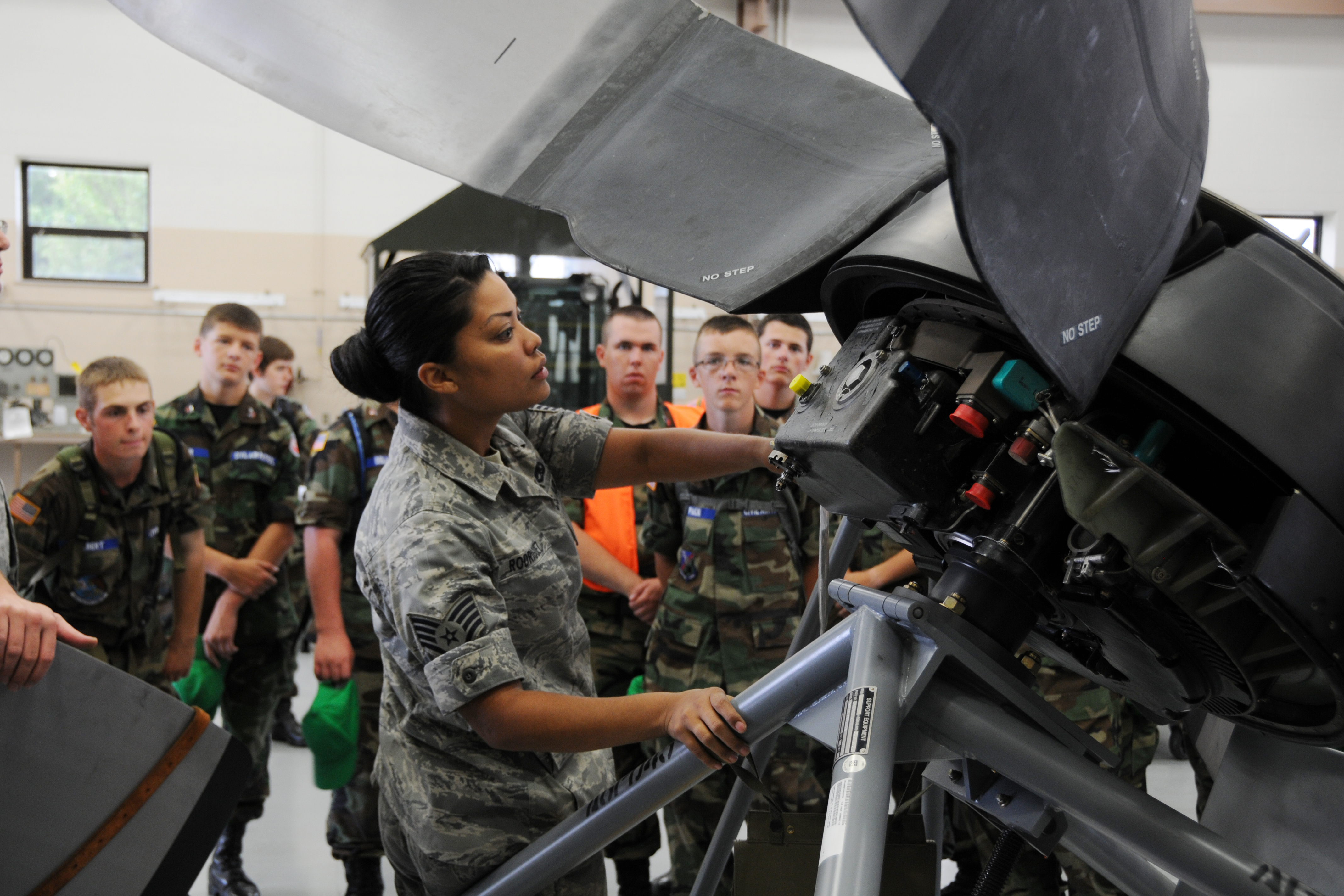
Sargento do Estado-Maior da Reserva da Força Aérea Jenelle Rodriguez, uma funcionária da propulsão aeroespacial do 910º Esquadrão de Manutenção, explica o funcionamento de uma hélice de um C-130H Hercules para os cadetes da "Ohio Civil Air Patrol".

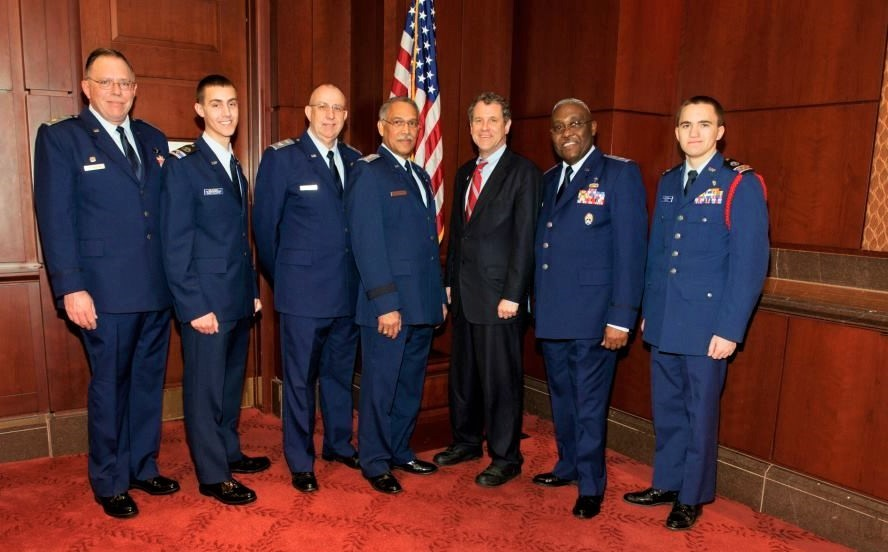
Uma delegação da "Ohio Civil Air Patrol" encontra-se com o senador de Ohio Sherrod Brown.

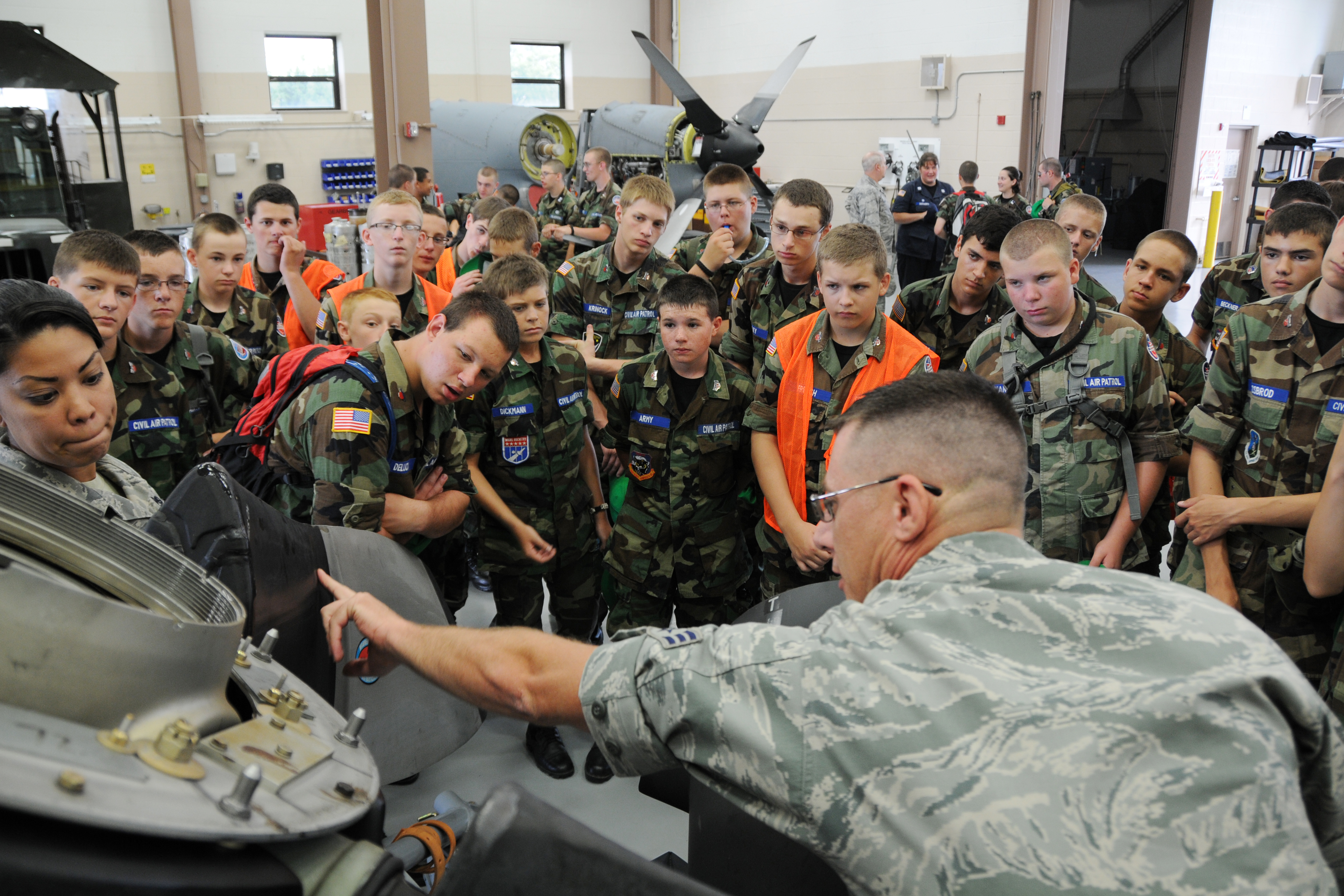
O SrA da Reserva da Força Aérea Jerry Winkler, um auxiliar de propulsão aeroespacial do 910º Esquadrão de Manutenção, explica o funcionamento de uma hélice do C-130H Hércules para os cadetes da "Civil Air Patrol" (CAP).

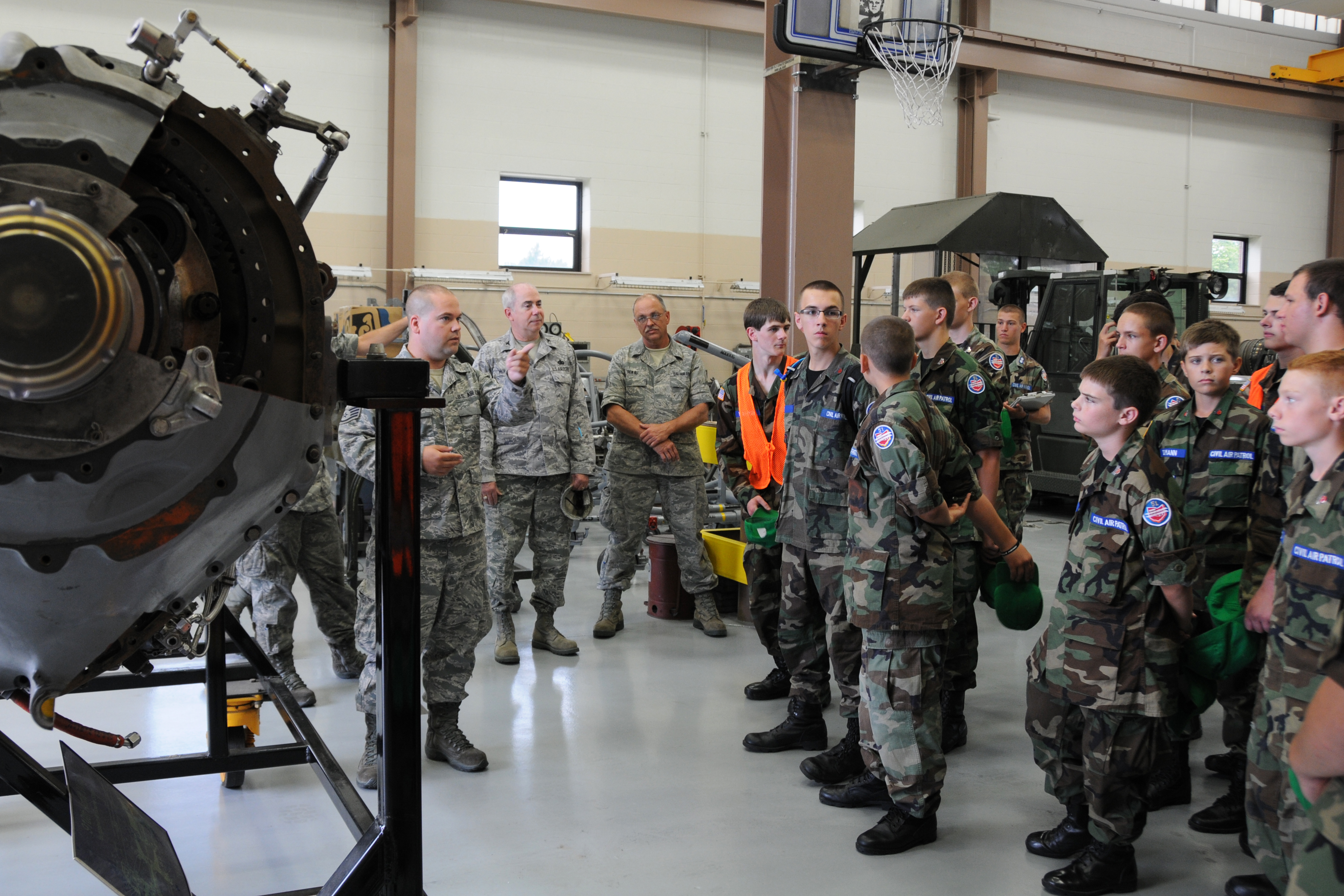
Sargento do Estado-Maior da Reserva da Força Aérea Derek Pressell, um técnico de propulsão aeroespacial, com o 910º Esquadrão de Manutenção explica os componentes de uma aeronave C-130H Hercules separada do motor para cadetes da Ohio Wing da CAP.

| Grupo      | Número | Nome do esquadrão                          | Localização          |
| ---------- | ------ | ------------------------------------------ | -------------------- |
| QGs da ala | OH 001 | Ohio Wing Headquarters                     | Columbus             |
|            | OH 000 | Ohio Reserve Squadron                      | Columbus             |
|            | OH 999 | Ohio Wing Legislative Squadron             | Columbus             |
| Group I    | OH 044 | Group I Headquarters                       | Blue Ash             |
|            | OH 078 | Lunken Cadet Squadron                      | Cincinnati           |
|            | OH 156 | Warren County Cadet Squadron               | Lebanon              |
|            | OH 244 | Lt Col James R. Sanders Senior Squadron    | Blue Ash             |
|            | OH 279 | Clermont County Composite Squadron         | Batavia              |
|            | OH 288 | Pathfinder Cadet Squadron                  | Middletown           |
| Group III  | OH 254 | Group III Headquarters                     | North Canton         |
|            | OH 051 | Youngstown ARS Composite Squadron          | Vienna               |
|            | OH 096 | 96th Composite Squadron                    | Stow                 |
|            | OH 177 | Mansfield Squadron                         | Mansfield            |
|            | OH 219 | Medina County Skyhawks Composite Squadron  | Wadsworth            |
|            | OH 275 | Akron-Canton Senior Flying Squadron        | Green                |
|            | OH 278 | Akron-Canton Composite Squadron            | North Canton         |
| Group IV   | OH 058 | Group IV Headquarters                      | Cleveland            |
|            | OH 003 | Lorain County Composite Squadron           | Elyria               |
|            | OH 131 | Cuyahoga County Cadet Squadron             | Brecksville          |
|            | OH 236 | Lakefront T-birds Composite Squadron       | Cleveland            |
|            | OH 252 | Frank H. Kettlewood Composite Squadron     | Painesville          |
| Group VI   | OH 064 | Group VI Headquarters                      | Bowling Green        |
|            | OH 016 | Toledo ANGB Composite Squadron             | Swanton              |
|            | OH 018 | Perrysburg Senior Flight                   | Perrysburg           |
|            | OH 231 | Grand Lake Flight                          | Celina               |
|            | OH 298 | Lt Jacob Parrott Composite Squadron        | Lima                 |
|            | OH 801 | Sandusky High School Cadet Squadron        | Sandusky             |
| Group VII  | OH 043 | Group VII Headquarters                     | Wright-Patterson AFB |
|            | OH 037 | Wright-Patterson Composite Squadron        | Wright-Patterson AFB |
|            | OH 114 | Don Gentile Composite Squadron 709         | Piqua                |
|            | OH 197 | Dayton Aero Cadet Squadron 706             | Troy                 |
|            | OH 282 | Wright Brothers Composite Squadron         | Dayton               |
|            | OH 284 | Miami Valley Composite Squadron            | Miamisburg           |
|            | OH 285 | Dayton Senior Squadron                     | Wright-Patterson AFB |
| Group VIII | OH 291 | Group VIII Headquarters                    | Columbus             |
|            | OH 085 | Columbus Senior Squadron                   | Columbus             |
|            | OH 115 | Capt Eddie Rickenbacker Composite Squadron | Whitehall            |
|            | OH 139 | Columbus Composite Squadron                | Worthington          |
|            | OH 157 | Licking County Composite Squadron          | Newark               |
|            | OH 210 | Rickenbacker ANGB Squadron                 | Columbus             |
|            | OH 234 | Victor A. Hammond Composite Squadron       | Marysville           |
|            | OH 243 | Ross County Senior Squadron                | Chillicothe          |

## Ex-comandantes de ala

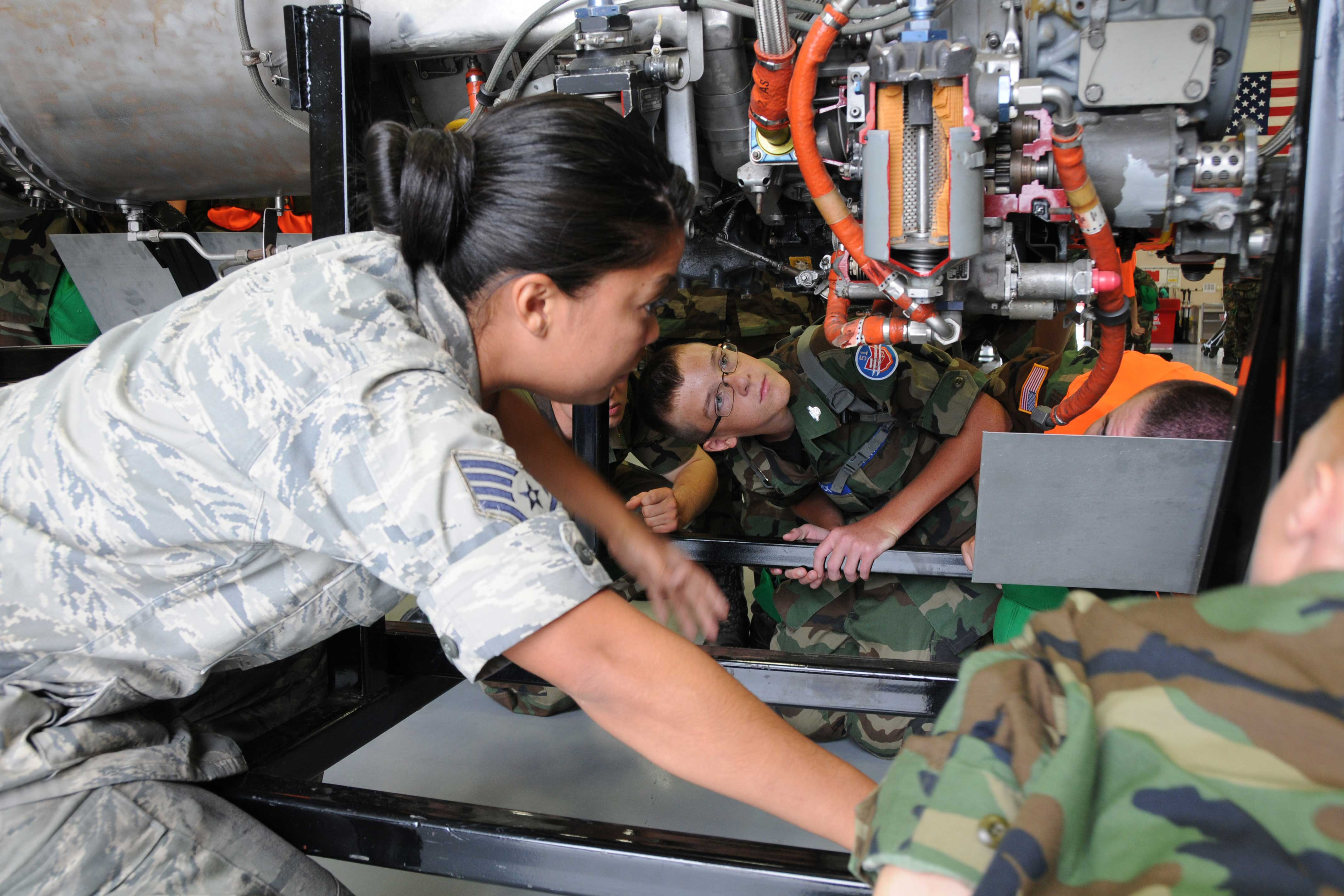
Sargento do Estado-Maior da Reserva da Força Aérea Jenelle Rodriguez mostra a sala de máquinas para os cadetes da Ohio Wing.

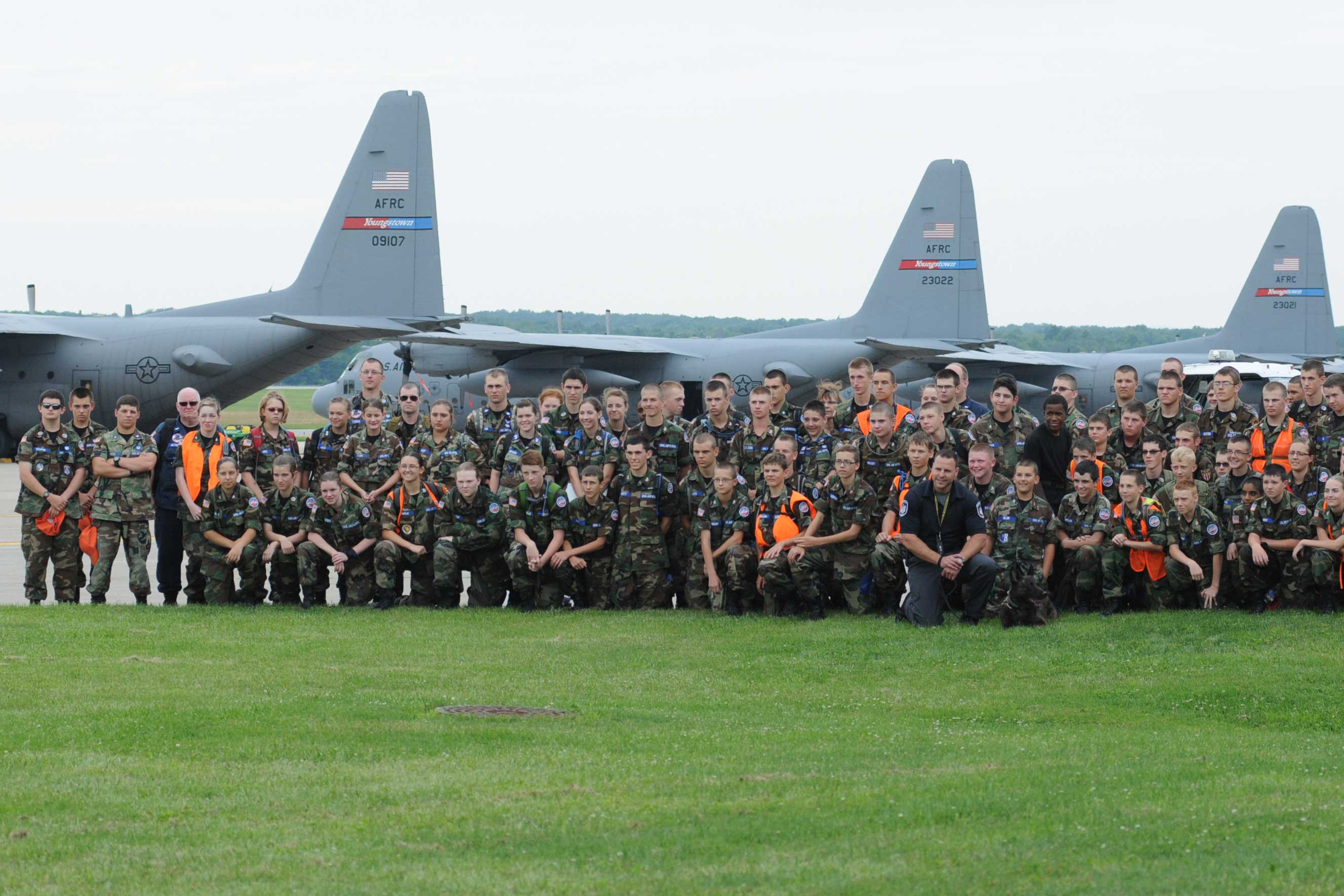
Membros da Ohio Wing da CAP durante um acampamento na "Youngstown Air Reserve Station", em Ohio.

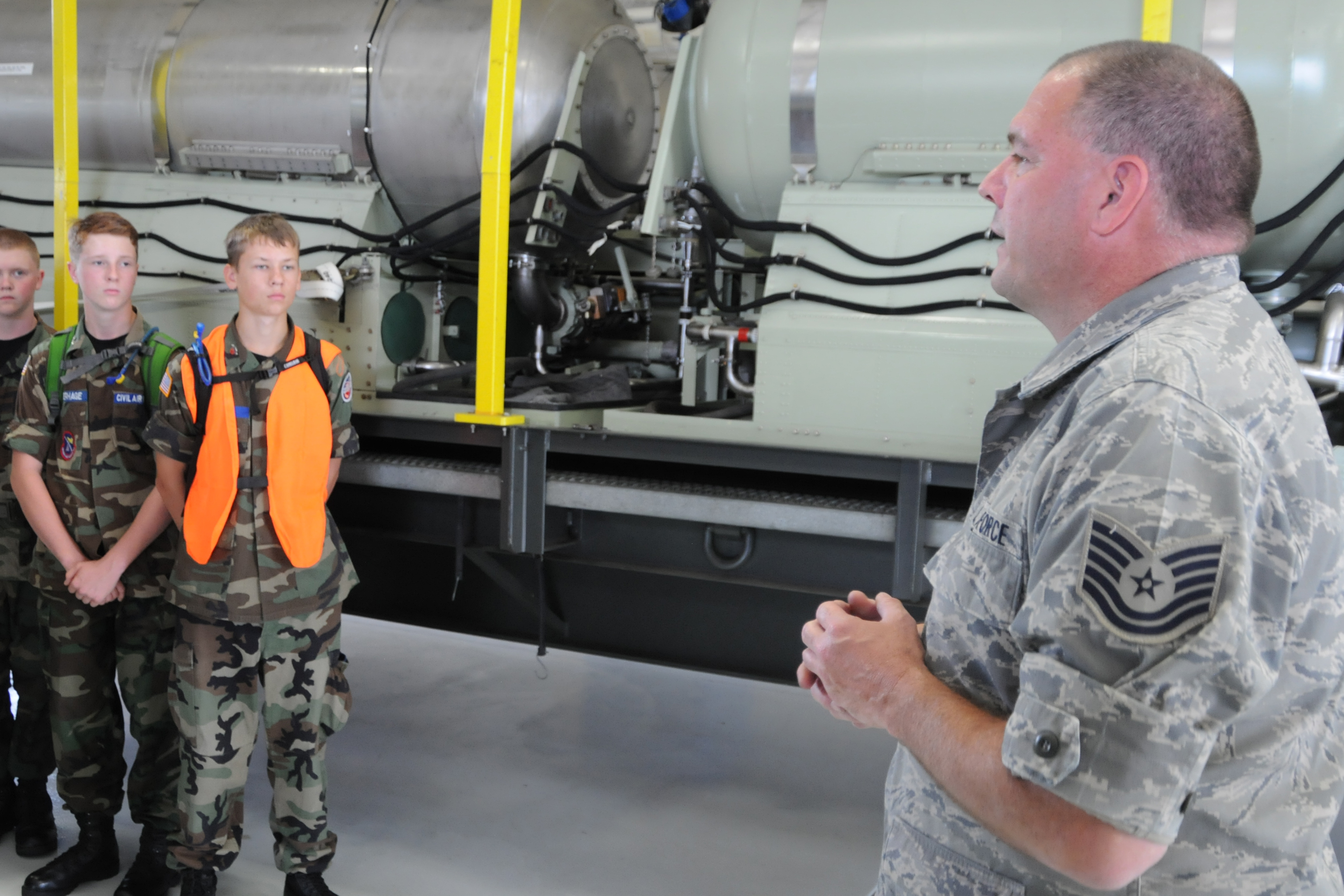
Sargento Técnico da Reserva da Força Aérea Mike Lamantia explica o C-130 "Modular Aerial Spray System" (MASS) para um grupo de cadetes da Ohio Wing da CAP.

| Nome do Comandante                                                                | Período de serviço                               |
| --------------------------------------------------------------------------------- | ------------------------------------------------ |
| Earle L. Johnson*                                                                 | 01 de dezembro de 1941 – 01 de abril de 1942     |
| Col George A. Stone, Jr.                                                          | 07 de abril de 1942 – 01 de junho de 1947        |
| Col John R. McGuire                                                               | 01 de junho de 1947 – 17 de julho de 1951        |
| Col Edmund P. Lunken                                                              | 17 de julho de 1951 – 23 de setembro de 1953     |
| Col John O. Swarts                                                                | 23 de setembro de 1953 – 14 de setembro de 1957  |
| Lt Col Lyle W. Castle                                                             | 14 de setembro de 1957 – 12 de agosto de 1960    |
| Col Robert H. Herweh                                                              | 12 de agosto de 1960 – 06 de dezembro de 1963    |
| Col William W. Kight                                                              | 06 de dezembro de 1963 – 08 de dezembro de 1967  |
| Col Patrick R. Sorohan                                                            | 08 de dezembro de 1967 – 01 de junho de 1970     |
| Col Gerald M. Tartaglione                                                         | 01 de junho de 1970 – 01 de junho de 1974        |
| Col Leon W. Dillon                                                                | 01 de junho de 1974 – 04 de janeiro de 1978      |
| Col Claude H. Fore, Jr. (interino)                                                | 04 de janeiro de 1978 – 01 de dezembro de 1978   |
| Col Marjorie J. Swain                                                             | 01 de dezembro de 1978 – 20 de fevereiro de 1983 |
| Col Loren G. Gillespie                                                            | 20 de fevereiro de 1983 – 06 de maio de 1987     |
| Col Larkin C. Durdin                                                              | 06 de maio de 1987 – 31 de dezembro de 1989      |
| Col Leslie S. Bryant                                                              | 31 de dezembro de 1989 – 01 de janeiro de 1992   |
| Col Carl C. Stophlet, Jr.                                                         | 01 de janeiro de 1992 – 01 de outubro de 1994    |
| Col Jacquelyn L. Hartigan                                                         | 01 de outubro de 1994 – 19 de setembro de 1998   |
| Col Robert M. Sponseller                                                          | 19 de setembro de 1998 – 04 de agosto de 1999    |
| Col Michael J. Murrell                                                            | 04 de agosto de 1999 – 14 de setembro de 2003    |
| Col Charles L. Carr, Jr.*                                                         | 14 de setembro de 2003 – 01 de março de 2007     |
| Col Dave Winters (interino)                                                       | 01 de março de 2007 – 06 de junho de 2007        |
| Col Dave Winters                                                                  | 06 de junho de 2007 – 11 de junho de 2011        |
| Col Gregory L. Mathews                                                            | 11 de junho de 2011 – 23 de junho de 2013        |
| Col Theodore L. Shaffer                                                           | 23 de junho de 2013 – 14 de outubro de 2017      |
| Col David J. Jennison                                                             | 14 de outubro de 2017 – 28 de maio de 2021       |
| Col Peter K. Bowden                                                               | 28 de maio de 2021 – Presente                    |
| * indica comandantes que se tornaram o comandante nacional da "Civil Air Patrol". |                                                  |